# エリエジオ・サントス・サンタナ
エリエジオ・サントス・サンタナ（ポルトガル語: Eliézio Santos Santana、1987年3月31日 - ）は、ブラジル・バイーア州サルヴァドール出身のサッカー選手、サッカー指導者。ポジションはディフェンダー（センターバック）。日本での登録名はサントス。

## 来歴
2002年4月にブラジルから来日して、関東第一高等学校に留学。卒業後は浦和レッズに入団したが、公式戦への出場機会は無く、2006年に退団してブラジルへ帰国してクルゼイロECへ入団した。その後はブラジル国内のクラブチームなどでプレーした。また、2007年にはU-20ブラジル代表に選出され、主将として2007 南米ユース選手権で優勝した。
2017年6月に横浜市瀬谷区のサッカースクールでの指導を目的として再来日。また、同年7月にエスペランサSCへ所属した。
2018年3月、福島ユナイテッドFCへ完全移籍により加入すると発表された。

## 個人成績
| 国内大会個人成績 | 国内大会個人成績 | 国内大会個人成績 | 国内大会個人成績 | 国内大会個人成績 | 国内大会個人成績 | 国内大会個人成績 | 国内大会個人成績 | 国内大会個人成績 | 国内大会個人成績 | 国内大会個人成績 | 国内大会個人成績 |
| 年度             | クラブ           | 背番号           | リーグ           | リーグ戦         | リーグ戦         | リーグ杯         | リーグ杯         | オープン杯       | オープン杯       | 期間通算         | 期間通算         |
| 年度             | クラブ           | 背番号           | リーグ           | 出場             | 得点             | 出場             | 得点             | 出場             | 得点             | 出場             | 得点             |
| 日本             | 日本             | 日本             | 日本             | リーグ戦         | リーグ戦         | リーグ杯         | リーグ杯         | 天皇杯           | 天皇杯           | 期間通算         | 期間通算         |
| ---------------- | ---------------- | ---------------- | ---------------- | ---------------- | ---------------- | ---------------- | ---------------- | ---------------- | ---------------- | ---------------- | ---------------- |
| 2005             | 浦和             | 33               | J1               | 0                | 0                | 0                | 0                | 0                | 0                | 0                | 0                |
| ブラジル         | ブラジル         | ブラジル         | ブラジル         | リーグ戦         | リーグ戦         | ブラジル杯       | ブラジル杯       | オープン杯       | オープン杯       | 期間通算         | 期間通算         |
| 2006             | クルゼイロ       |                  |                  | 8                | 0                |                  |                  |                  |                  |                  |                  |
| 日本             | 日本             | 日本             | 日本             | リーグ戦         | リーグ戦         | リーグ杯         | リーグ杯         | 天皇杯           | 天皇杯           | 期間通算         | 期間通算         |
| 2017             | エスペランサ     | 32               | 関東2部          | 2                | 0                | -                | -                | -                | -                | 2                | 0                |
| 2018             | 福島             | 33               | J3               | 1                | 0                | -                | -                | 0                | 0                | 1                | 0                |
| 通算             | 日本             | 日本             | J1               | 0                | 0                | 0                | 0                | 0                | 0                | 0                | 0                |
| 通算             | 日本             | 日本             | J3               | 1                | 0                | -                | -                | 0                | 0                | 1                | 0                |
| 通算             | 日本             | 日本             | 関東2部          | 2                | 0                | -                | -                | -                | -                | 2                | 0                |
| 通算             | ブラジル         | ブラジル         |                  | 8                | 0                |                  |                  |                  |                  |                  |                  |
| 総通算           |                  |                  |                  |                  |                  |                  |                  |                  |                  |                  |                  |

## 代表歴
- 2007年  U-20ブラジル代表

## タイトル

### 選手時代
浦和レッドダイヤモンズ
- 天皇杯全日本サッカー選手権大会：1回（2005）

イツンビアラEC
- カンピオナート・ゴイアーノ：1回（2008）

インテルポルトFC
- カンピオナート・トカンチネンセ：1回（2017）

U-20ブラジル代表
- 南米ユース選手権：1回（2007）